# SS Majestic (1890)
SS Majestic byl parník vybudovaný v roce 1890 v loděnicích Harland & Wolff pro společnost White Star Line.

## Historie
Majestic byl spuštěn na vodu a pokřtěn 29. června 1889. Následující měsíce byl dokončován a připravován na doručení společnosti White Star Line v březnu 1890. White Star Line žádala vládu o finanční podporu pro jeho stavbu a také i pro stavbu sesterského Teutoniku a jejich návrh byl podepsán s tím, že v případě války mohou tyto lodě být předány Royal Navy.
2. dubna 1880 vyplul na svou šestidenní a desetihodinovou plavbu z Liverpoolu do New Yorku. V té době White Star Line silně prahla po Modré stuze, ocenění za nejrychlejší přeplutí Atlantiku. Jeho první plavba nepřekonala čas lodě City of Paris, ale na zpáteční cestě, na které plul mezi 30. červencem a 5. srpnem, byl tento cíl pokořen s průměrnou rychlostí 20,1 uzlů. Toto ocenění držel jen dva týdny, kdy ho překonal Teutonic rychlostí 20,35 uzlů. O rok později získala City of Paris Modrou stuhu zpět.
V roce 1885 dostal Majestic nového kapitána, stále slavnějšího Johna Edwarda Smithe, který později velel i na Titaniku. Kapitánem na Majestiku byl devět let. Když roku 1899 začaly Búrské války, Smith s Majestikem přepravoval vojáky do Cape Colony do jižní Afriky. Celkem tam plul dvakrát, poprvé v prosinci 1899, poté v únoru 1900. Obě plavby se obešly bez nehod.
V letech 1902-03 byla loď upravena a dostala nové kotle a delší komíny. Potom se vrátila zpět na transatlantickou linku. V roce 1904 z něj odešel kapitán Smith, aby přešel na nový Baltic, tehdy největší loď na světě. V roce 1905 ho v uhelně zachvátil požár, ale neutrpěl vážnější poškození. V roce 1907 přemístila White Star Line své hlavní sídlo do Southamptonu a 26. června se odtud plavil Majestic poprvé.
Když byl uveden do služby Olympic, stal se Majestic rezervní lodí zakotvenou v Birkinheadu. Když se Titanic roku 1912 potopil, vrátil se Majestic zpět do služby na transatlantické lince místo Titaniku.
17. října 1913 zachraňoval lidi na palubě škuneru Garonne, který ztroskotal. 14. ledna 1914 vyplul na svou poslední plavbu. Poté byl prodán za 26 700 liber do šrotu v Morecambe. Před sešrotováním si jej mohli turisté prohlédnout a některé jeho části interiéru byly zachráněny a použity v kancelářích Ward company.